# Lillian Gertrud Asplund
Lillian Gertrud Asplund (Worcester (Massachusetts), 21 oktober 1906 – Shrewsbury (Massachusetts), 6 mei 2006) was de laatste overlevende van de RMS Titanic die zich nog iets van de scheepsramp herinnerde en op 99-jarige leeftijd in haar woonplaats Worcester in het Amerikaanse Massachusetts overleed. Haar vader en drie broers, onder wie een tweelingbroer, kwamen bij de ramp om het leven. Zij, haar moeder Lillian en een jongere broer overleefden het drama.
Op 19 april 2008 werd in het Verenigd Koninkrijk een aantal van haar bezittingen geveild. Onder de stukken waren een origineel kaartje voor de reis met de Titanic, dat 41.500 euro opbracht en een horloge dat de geest had gegeven tijdens de ramp, dat voor 39.000 euro van eigenaar wisselde.
Op het moment van haar overlijden waren er nog twee overlevenden van de ramp. Het ging om Barbara West (overleden in 2007) en Millvina Dean (overleden 2009), die op het moment van de ramp twee maanden oud was. Beiden waren te jong om zich nog iets te herinneren van de ramp.